# Patrick Forstner
Patrick Pho-Ngam Forstner (thailändisch แพทริค โพธิ์งาม ฟอร์สเนอร์; * 21. Februar 1993 in Wien) ist ein österreichisch-thailändischer Eishockeyspieler, der seit 2023 erneut für KCG Bangkok in der Siam Hockey League spielt.

## Karriere
Patrick Forstner, Sohn eines Österreichers und einer Thailänderin, begann seine Karriere im Nachwuchs der Vienna Capitals, für die er zwischen 2012 und 2014 zwei Spiele in der Österreichischen Eishockey-Liga absolvierte. Im Februar 2014 wurde er bis Saisonende an den EK Zell am See aus der Inter-National-League verliehen. Anschließend wechselte er zum viertklassigen EHC Wiener Wölfe. Nachdem er Ende 2015 seine Karriere verletzungsbedingt unterbrochen hatte, wanderte er 2018 in die Heimat seiner Mutter aus. Dort spielt er in der Siam Hockey League. Nach mehreren Vereinswechseln steht er seit 2023 erneut bei KCG Bangkok auf dem Eis.
Neben seiner Eishockeykarriere ist Forstner in Thailand auch als TV-Schauspieler und Modell tätig.

### International
Forstner spielte bei der WM-Qualifikation zur Division III 2019 erstmals für Thailand. Es folgten die Teilnahmen an den Turnieren der Division III in den Jahren 2022, 2023 und 2024, als der Aufstieg in die Division II gelang. Dort spielte er dann bei der Weltmeisterschaft 2025. Zudem lief der Stürmer bei den Qualifikationsturnieren für die Olympischen Winterspiele in Peking 2022 und Mailand 2026 auf.
Darüber hinaus nahm Forstner an den Südostasienspielen 2019, als der Titel gewonnen wurde, teil und spielte bei den Winter-Asienspielen 2025 für seine Wahlheimat.

## Erfolge und Auszeichnungen
- 2019 Goldmedaille bei den Südostasienspielen
- 2022 Aufstieg in die Division III, Gruppe A, bei der Weltmeisterschaft der Division III, Gruppe B
- 2024 Aufstieg in die Division II, Gruppe B, bei der Weltmeisterschaft der Division III, Gruppe A